# Mühlen (Steinfeld)
Mühlen ist eine von sechs Bauerschaften in der Gemeinde Steinfeld im Landkreis Vechta (Oldenburger Münsterland). Der Ort liegt zwischen dem Ortskern der Gemeinde Steinfeld und der Stadt Lohne. Seinen Namen hat der Ort von den Wassermühlen des Ortes erhalten, von denen heute noch eine erhalten ist.
Bekanntheit erlangte der Ort durch die Brüder Alwin, Paul und Werner Schockemöhle, die dort ein Gestüt besitzen. Es befindet auch ein Polo-Club.
In Mühlen befindet sich ferner ein Franziskanerkloster direkt neben der neuromanischen Kirche St. Bonaventura. Der ehemalige baskische Mönch Xabier Egaña hat 1981 im Querhaus und in den Seitenschiffen der Klosterkirche mehrere Wandbilder im Stil Pablo Picassos hinterlassen. Neben der Kirche ist die XII. Station des Kreuzwegs als Kalvarienberg rekonstruiert worden. Das Bauwerk ist am 20. August 2011 eingesegnet worden.
In Mühlen ist eine ehemalige Seefahrerschule zu besichtigen.
Jährlich wird ein Schützenfest und ein Pfarrfest veranstaltet. Der örtliche Sportverein heißt Grün Weiß Mühlen und bietet neben Fußball auch Handball, Tischtennis und Gesundheitssport an.

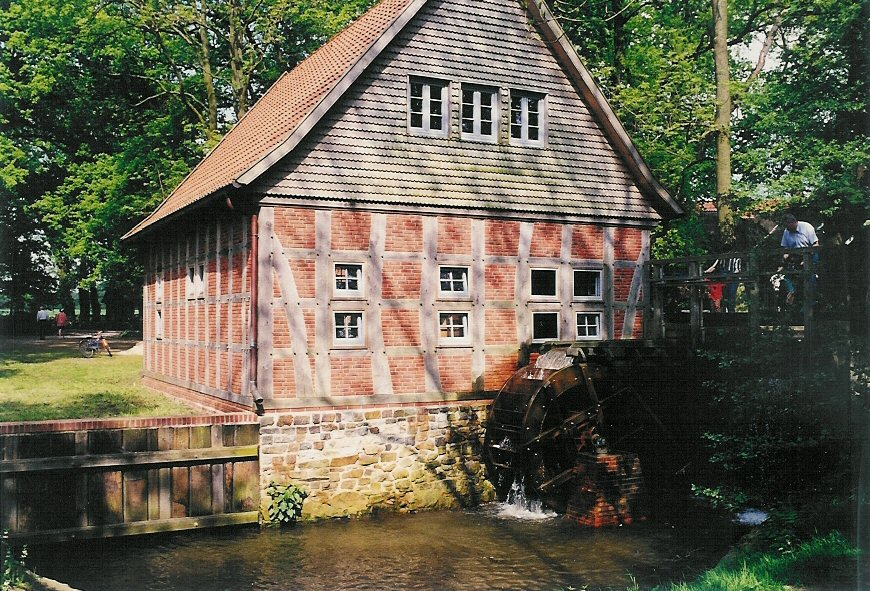
Wassermühle
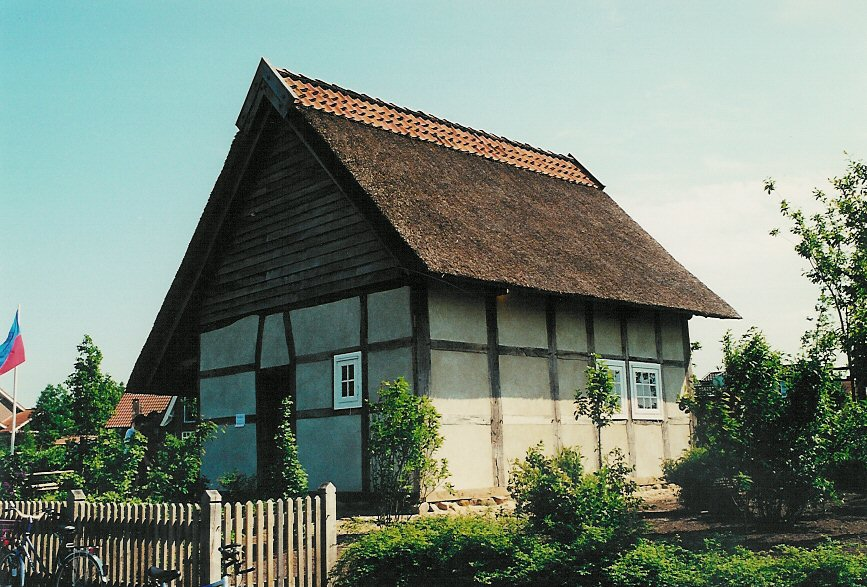
Ehemalige Seefahrtschule
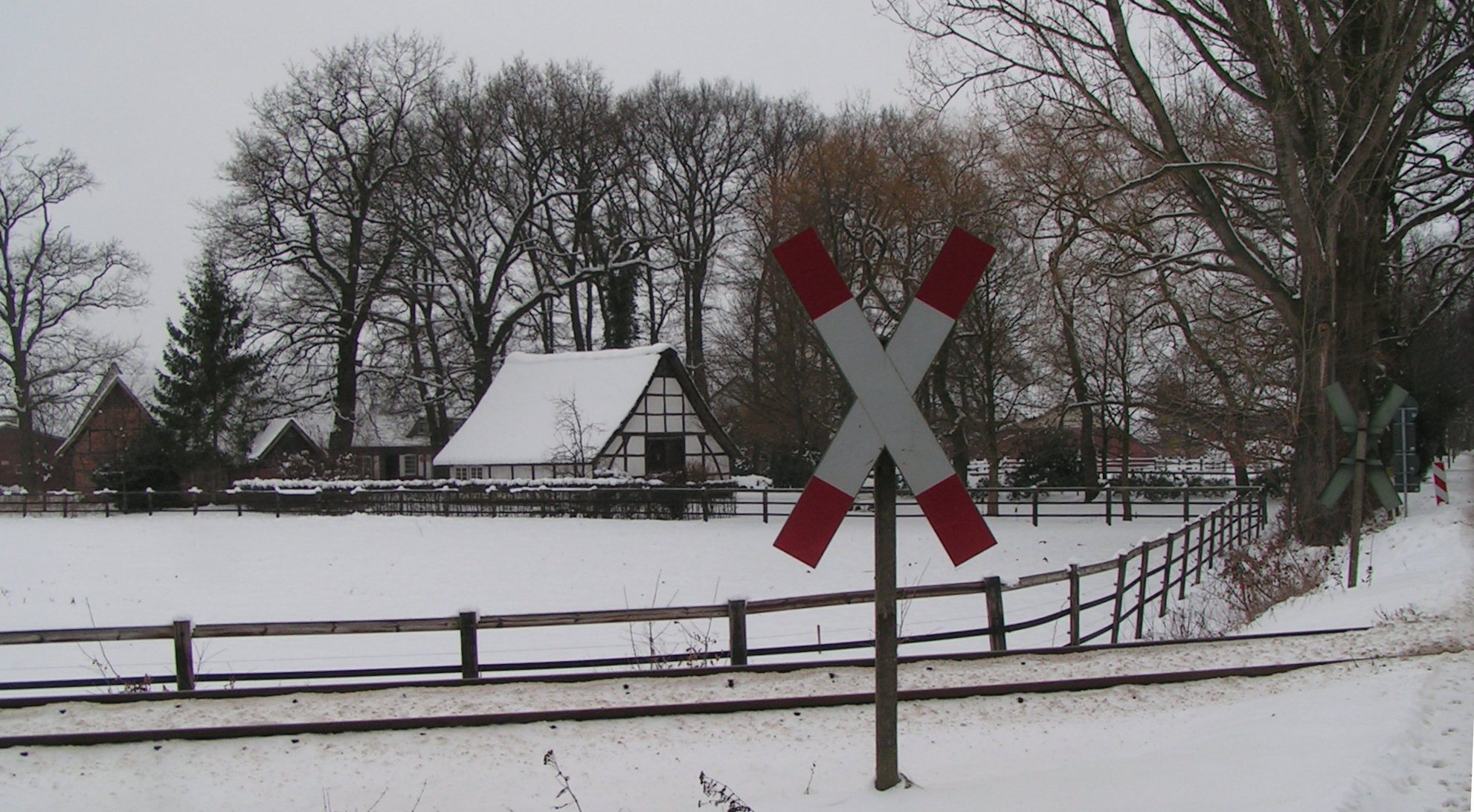
Heimatmuseum
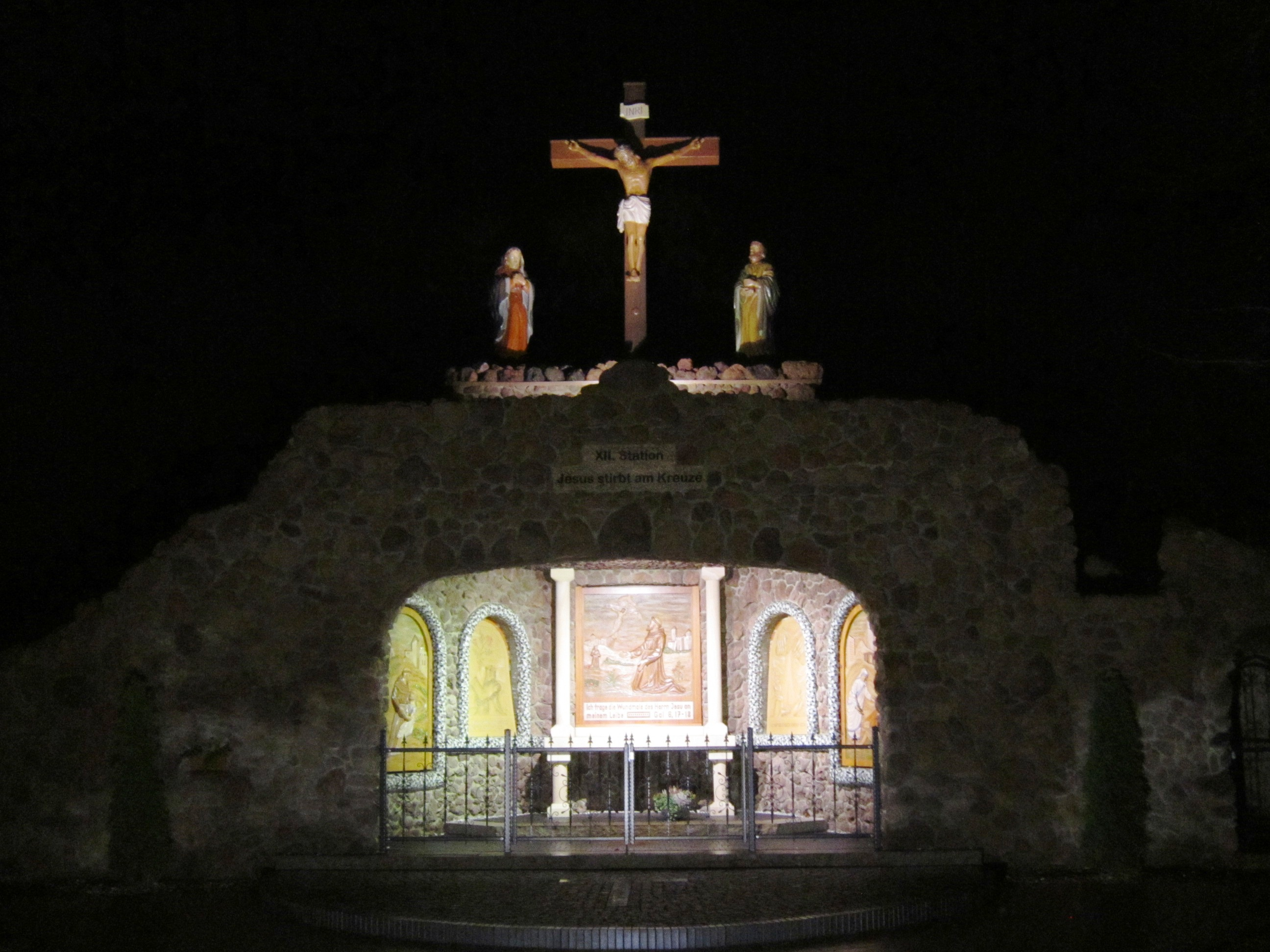
Kalvarienberg
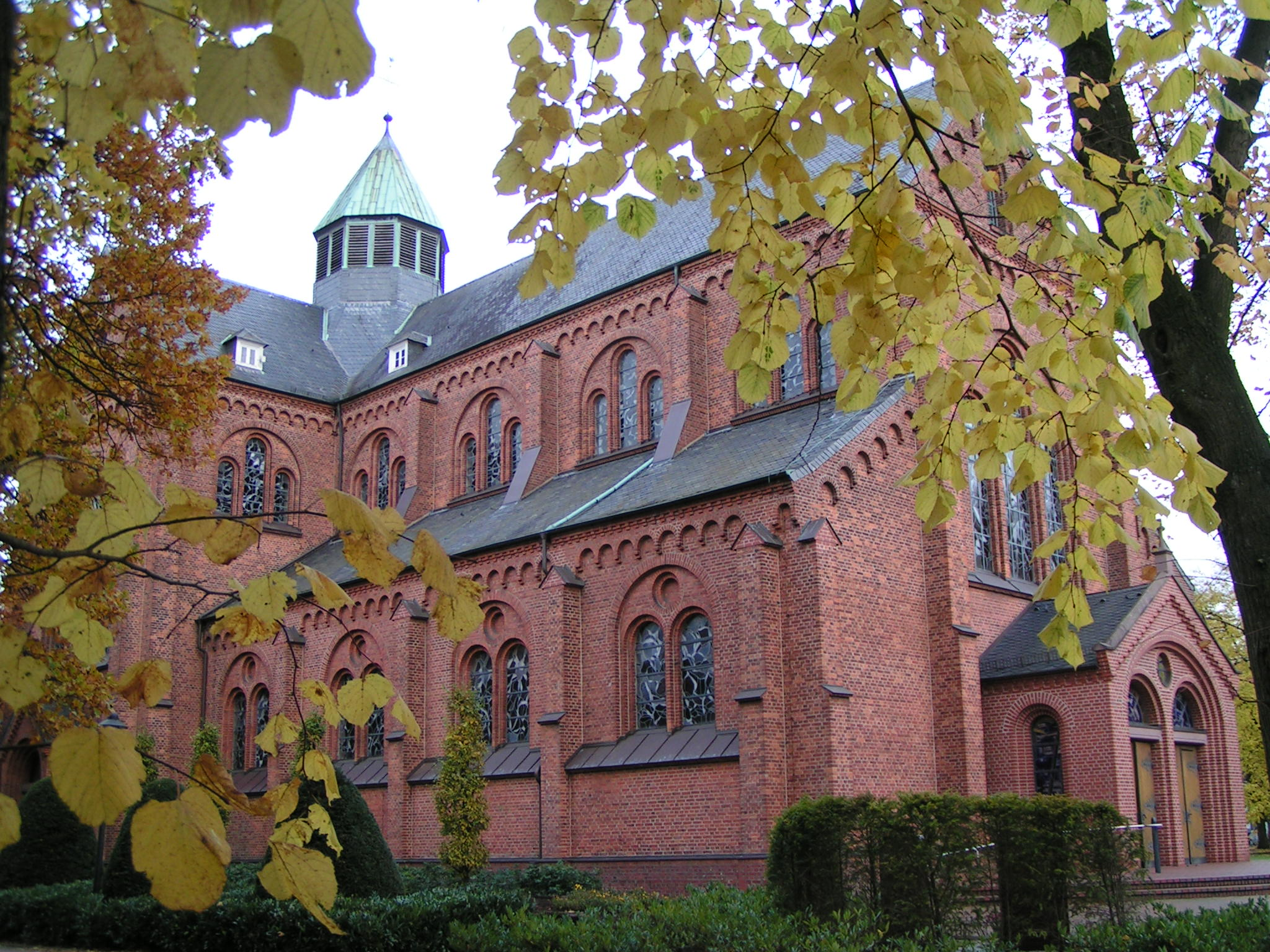
Klosterkirche St. Bonaventura
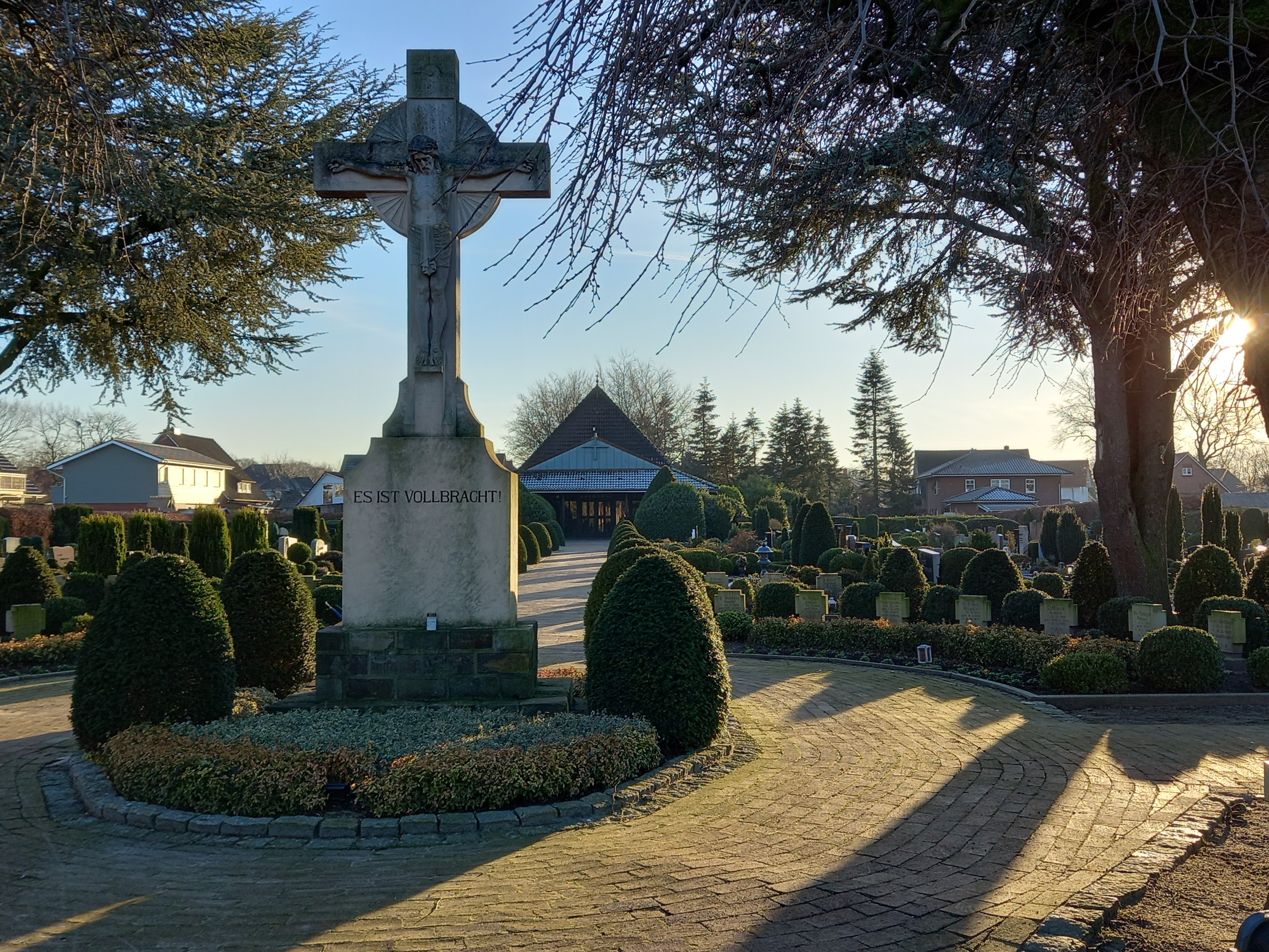
Friedhof

## Verkehr
Mühlen hat einen Bahnhalt an der Bahnstrecke Delmenhorst–Hesepe, der stündlich von der RB 58 angefahren wird.